# Jošimi Ozaki
Jošimi Ozaki (japonsko 尾崎　好美), japonska atletinja, * 1. julij 1981, Jamakita, Japonska.
Nastopila je na poletnih olimpijskih igrah leta 2012 in dosegla devetnajsto mesto v maratonu. Na svetovnih prvenstvih je v isti disciplini osvojila srebrno medaljo leta 2009. Leta 2008 je osvojila Tokijski maraton.